# Glorieta de Dante Alighieri (Sevilla)

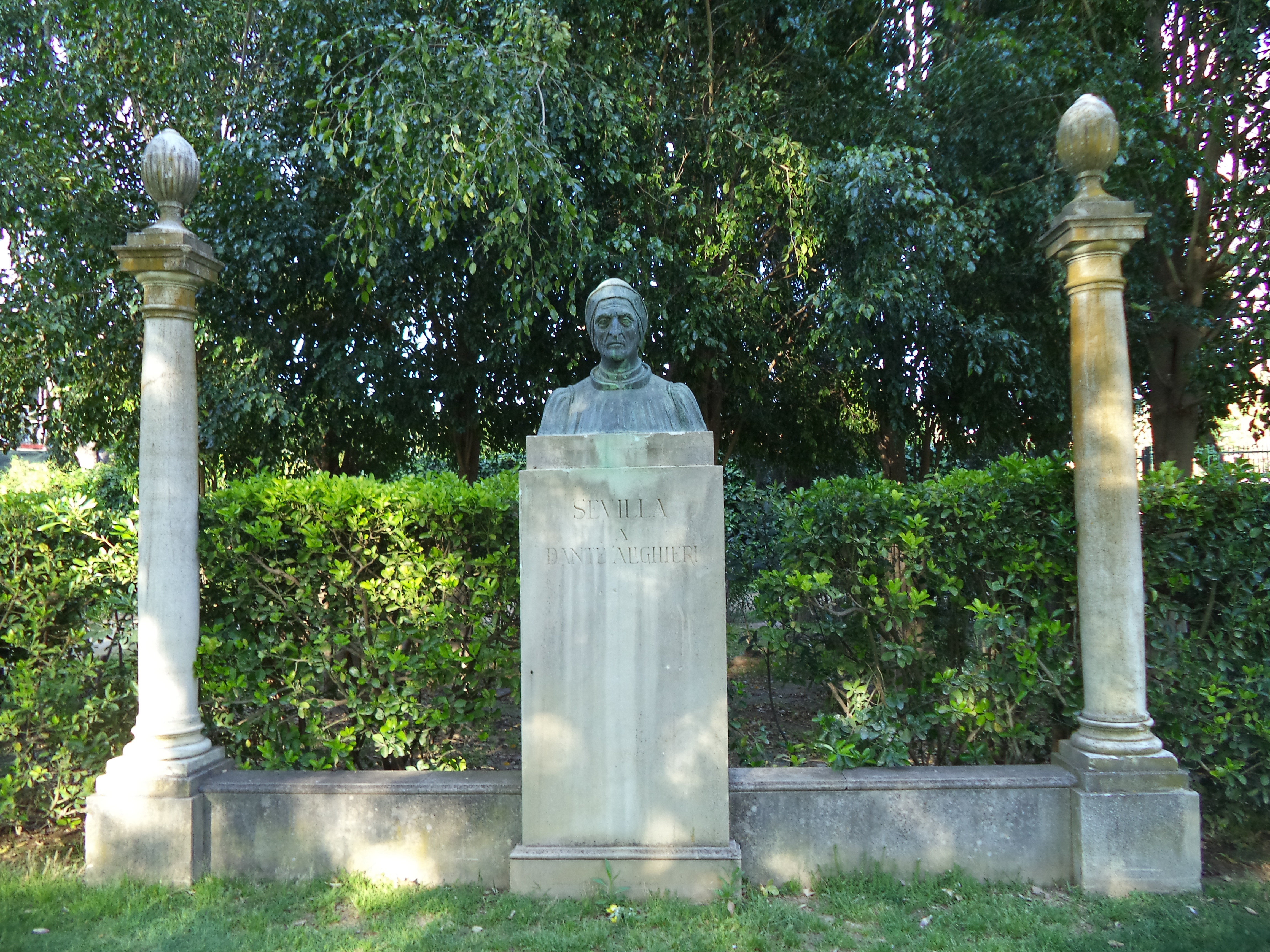
Glorieta de Dante en el parque.

La glorieta de Dante Alighieri es un espacio del parque de María Luisa de Sevilla, Andalucía, España. Alberga un monumento dedicado al poeta italiano.

## Historia
En 1969 la Asociación Dante Alighiari de la ciudad promovió la realización de este monumento con el apoyo del Instituto de Cultura español y del Consulado de Italia. Fue colocado en la calle Alcazaba, frente a un lienzo de muralla almohade del Real Alcázar. El elemento principal del monumento era un busto de bronce del poeta realizado por Juan Abascal Fuentes y, en su pedestal, estaba la mención que hace de Sevilla en su principal obra, titulada La Divina Comedia. Se inauguró la tarde del 19 de junio.
Fue trasladado en 1971 al parque de María Luisa con un cambio en su pedestal, que ahora solamente reza "Sevilla a Dante Alighieri", y se le añadieron las dos columnas que lo flanquean, coronadas por dos borlas. Se encuentra al sur de la avenida de Pizarro del parque.